# Salé (fósil)
Salé es el nombre de catálogo de un cráneo fosilizado de Homo erectus u Homo sapiens arcaico, con una edad estimada de entre 200 y 250 mil años, encontrado en Marruecos en 1971 por un cantero. La descripción del fósil fue realizada por J. J. Jaeger en 1975.

## Taxonomía y descripción
El cráneo tiene un tamaño pequeño, unos 900 cm³, y paredes gruesas lo que lo catalogarían como H. erectus. Su antigüedad es inferior a 250 mil años. Por esta consideración y otras sigue quedando la atribución abierta a cualquiera de las dos especies, aunque parece que la mayor parte de los expertos se decantan por la de erectus.